# Protestes de Soweto
Les Protestes de Soweto, episodi conegut també com a Massacre d'estudiants de Soweto varen ser unes manifestacions d'adolescents negres a Sud-àfrica el 16 de juny de 1976, protestant contra la imposició de l'ensenyament exclusiu en afrikaans i que va degenerar quan la policia va obrir foc.

## Context
Aquests aixecaments varen tenir lloc mentre que el país vivia sota el règim de l'apartheid. Soweto és una barriada de població negra situada a 24 km al sud-oest de Johannesburg a la província, llavors, del Transvaal (avui situat a Gauteng).

## La jornada del 16 de juny de 1976
El 16 de juny de 1976, amb el suport del moviment de la consciència negra, dels col·legials i dels estudiants negres es reuniren per protestar contra l'obligació que els van fer de seguir el seu ensenyament en afrikaans, la llengua de la principal comunitat blanca del país i identificada amb l'apartheid.
A les nou i mitja del matí, aquests joves es varen reunir al voltant d'unes pancartes. Tenien per objectiu protestar i expressar les seves opinions pacíficament, convençuts que s'havia d'evitar tot afrontament amb la policia.
Però la policia havia rebut la consigna del ministre de l'Interior, Jimmy Kruger, de «restablir l'ordre a qualsevol preu i d'usar tots els mitjans a aquest efecte».
Després de les advertències que demanaven a la multitud que es dispersés, la policia va obrir el foc sense distinció sobre la multitud desarmada.
El balanç oficialment va ser de 23 morts i 220 ferits, però el balanç real es desconeix. Es parla de diversos centenars de morts, i s'havia estimat en 575 morts dels quals 570 serien negres. Molts van ser ferits de bala a l'esquena. Un dels primers morts, Hector Pietersen, un jove noi de 12 anys, es va convertir en el símbol de la repressió cega del règim.
La foto en la qual se'l veu portat pel seu germà va fer la volta al món.

## Conseqüències
Els aixecaments es van propagar en tots els townships del país i la seva repercussió en l'opinió internacional va ser tal que va obligar l'ONU, el 1977, a decretar un embargament sobre les vendes d'armes amb destinació a Sud-àfrica.
La repressió del govern fou severa i els caps dels partits negres com el del Moviment de la consciència negra, Steve Biko, varen ser arrestats. Biko va morir el 12 de setembre de 1977. La seva autòpsia revelaria que va rebre violents cops.

## Homenatges
Des de 1991, el dia internacional del nen africà s'organitzada cada any el 16 de juny, en record de la massacre dels nens a Soweto.

## Adaptació cinematogràfica
Les Protestes de Soweto han estat posats en escena al final de la pel·lícula El Crit de la Llibertat de Richard Attenborough.